# MWork
mWork är ett system för att hantera mobila arbetsorder. mWork består av ett administrativt webbgränsnitt och mobila klienter.
Det är den första mobila lösningen på den svenska marknaden som fungerar med Iphone och Android (operativsystem). Förutom dessa två plattformar finns mWork även för Java ME och Windows Mobile.
Produkten är utvecklad av företaget Enovation AB. Den vann pris för "Årets mobila affärslösning" år 2007 på Mobilgalan.